# Louis Proost
Louis Proost (* 7. April 1935 in Halle, Belgien; † 3. Februar 2009 in Lier) war ein belgischer Radrennfahrer.

## Sportliche Laufbahn
Er begann erst spät, mit 18 Jahren, mit dem Radsport. 1957 gewann er eine Etappe bei der Österreich-Rundfahrt, zwei Etappen bei der Friedensfahrt sowie den Weltmeistertitel bei den Amateuren in Waregem, Belgien. Proost war als Profi-Radrennfahrer von 1958 bis 1967 aktiv. In den Jahren 1960, 1961, 1963 und 1964 nahm er an der Tour de France teil und gewann 1960 eine Etappe. 1961 gewann er eine Etappe des Giro d’Italia und wurde 1963 Zweiter der belgischen Meisterschaften. 1964 folgte seine Teilnahme bei der Vuelta a España, bei der er den 22. Platz erreichte.
Nach seiner Karriere eröffnete er (der vor seiner Zeit als Berufsfahrer in einem Werk für Radiogeräte gearbeitet hatte) im belgischen Lier das Café Waregem. Dort starb er nach langer Krankheit im Heilig Hartziekenhuis.

## Erfolge (Auszug)
1958
- Brüssel–Ingooigem

1960
- eine Etappe Tour de France

1961
- eine Etappe Giro d’Italia
- eine Etappe Belgien-Rundfahrt
- eine Etappe Deutschland-Rundfahrt

1962
- Polder-Kempen

1963
- Omloop van West-Brabant